# Ácido metanoico
O ácido fórmico ou oficialmente ácido metanóico, CH2O2, de massa molecular 46 u, é um ácido monocarboxílico com fórmula estrutural H - COOH. É o mais simples dos ácidos orgânicos.
O nome fórmico tem sua origem do latim formica, que significa formiga, dado que a primeira vez que o ácido foi isolado ocorreu por destilação do corpo de uma formiga.

## Propriedades

### Físicas
- É um líquido incolor de cheiro irritante.
- Solúvel em água em qualquer proporção.
- Ponto de fusão: 8,4 °C
- Ponto de ebulição: 100,8 °C

### Químicas
- Em solução aquosa libera 1 próton (H+), por molécula.
- Constante de ionização: 1,778 . 10−4.
- Grau de ionização: 4%
- Reage com álcoois produzindo ésteres.
- Reage com bases originando sais orgânicos.

## Aplicações
- Como fixador de corantes em tecidos (mordente)
- Como acaricida
- Na medicina para o tratamento do reumatismo
- Obtenção de monóxido de carbono (CO)
- Produção de ácido oxálico (HCOO - COOH)
- Processamento de couro (acidificante na preparação para o curtimento do cromo e fixador de produtos aniônicos na etapa de acabamento molhado)
- Na coagulação do látex da borracha.

## História e obtenção
- Desde o século XV alguns alquimistas e naturalistas já sabiam que formigas desprendiam um "vapor ácido".
- Inicialmente era extraído de formigas vermelhas (Formica rufibarbis), por destilação com vapor de água. Este processo foi desenvolvido pelo naturalista inglês John Ray, em 1671.
- Foi sintetizado pela primeira vez a partir do ácido hidrociânico pelo químico francês Joseph Gay-Lussac.
- Em 1855, outro químico francês, Marcellin Berthelot, desenvolveu um processo de síntese usando o monóxido de carbono, através de um processo bastante similar àquele que é usado atualmente.

Industrialmente, é obtido em duas etapas  a partir da reação de hidróxido de sódio com  monóxido de carbono:
NaOH  +  CO (150 °C e 8 atm. → H - COONa (metanoato de sódio)
H - COONa  + HCl → NaCl + H - COOH (ácido metanóico)

## Ocorrência
- Nas abelhas, formigas, urtiga, pinheiro e em alguns frutos. O ácido é produzido e secretado para a finalidade de ataque e defesa.

## Segurança
O ácido fórmico pode ser tóxico ao homem e ao meio ambiente e exige manipulação cuidadosa. Pode ser absorvido pelas vias oral, dérmica e inalatória, apresentando potencial para irritação local, e possivelmente, desenvolvimento de sintomas.
No ambiente o ácido fórmico ocorre naturalmente como produto de biotransformação de reações metabólicas nos organismos vivos. O produto é facilmente biodegradável tanto na água quanto no solo. É prejudicial em organismos aquáticos, é nocivo para peixes e plânctons. Efeito prejudicial principalmente por alterar o pH do meio.
O ácido fórmico pode ser irritante e corrosivo para a pele e mucosas, dependendo da sua concentração. Após exposição dérmica pode ocorrer acidose metabólica. Sintomas após a ingestão aguda (50 g ou mais) podem incluir salivação, vômito sanguinolento, sensação de dormência na boca, diarreia e dores severas. Após a exposição pode ocorrer colapso circulatório, depressão do sistema nervoso central e morte. A exposição constante (ocupacional) pode causar albuminúria e hematúria.
O ácido fórmico apresentou-se mutagênico para Escherichia coli e células germinativas de Drosophila, porém não apresentou evidências de causar alterações no DNA de Bacillus subtilis em concentrações acima de 0,46%.

### Ecotoxicidade
- Toxicidade para peixes: Leuciscus idus CL50: 46 – 100 mg/L/96h[8]
- Toxicidade para algas: Desmodesmus subspicatus CL50: 27 mg/L/72h[8]
- Toxicidade para micro crustáceos: Daphnia magna CE50: 34,2 mg/L/48h[8]
- Toxicidade para bactérias: Pseudomonas putida CE50: 47 mg/L/17h[8]